# Fläckfeber
Fläckfeber är en grupp tyfussjukdomar som orsakas av olika rickettsibakterier som överförs från djur till människor via fästingar och kvalster, samt i ett fall av loppor. Tidigare har termen använts även för fläcktyfus, som dock överförs av klädlöss från människa till människa.
Fläckfeber förekommer inte naturligt i Skandinavien, men i början av 2010 visade svensk forskning att flyttfåglar som flyger över Öland kan bära på fästingar som är smittade av rickettsiabakterier. Studien undersökte drygt 13000 flyttfåglar där 1155 bar på fästingar, varav drygt 11 % innehöll DNA från någon art av rickettsiabakterier, där arten Rickettsia helvetica var den vanligaste.
Bland de många olika formerna av fläckfeber märks:
Fästingburna fläckfebervarianter (totalt nio varianter)
- Rocky Mountain spotted fever

Bakterie: Rickettsia rickettsii. Hög dödlighet. Sprids till människor av fästingar på olika gnagare och andra vilda djur. Trots sitt namn är den spridd i både Nord-, Mellan- och Sydamerika. Även bland patienter som har tillgång till den bästa tänkbara vård dör 3-5 %, och på 1940-talet dog fortfarande uppemot 30 % av de drabbade i USA.
- Fièvre boutonneuse (även kallad Marseillesfeber och Medelhavsfläckfeber)

Bakterie: Rickettsia conorii. Låg dödlighet. Sprids till människor av fästingar på vilda däggdjur. Förekommer i länderna runt Medelhavet, men även på många andra håll i världen.
- African tick bite fever

Bakterie: Rickettsia africae. Låg dödlighet. Sprids till människor av fästingar på vilda däggdjur. Förekommer i Afrika nedanför Sahara, samt i Västindien.
Kvalsterburna fläckfebervarianter (två varianter)
- Rickettsialpox

Bakterie: Rickettsia akari. Ej dödlig. Sprids till människor av kvalster på möss. Upptäcktes 1946 vid en epidemi i New York. Enstaka fall rapporterade i USA, Kroatien och Ukraina under 2000-talet.
- Scrub typhus

Bakterie: Orientia tsutsugamushi. Även om denna sjukdom inte orsakas av rickettsiabakterier, räknas den ofta in i de kvalsterburna tyfusarterna på grund av sin likhet med tyfussjukdomar. Dödligheten varierar. Förekommer i en triangel från norra Japan och östra Ryssland i norr, till norra Australien i söder och Pakistan och Afghanistan i väster.
Loppburen fläckfeber (en variant)
- Flea-borne spotted fever

Bakterie: Rickettsia felis. Ej dödlig. Sprids till människor av loppor på katter. Klassas ibland som en variant av murin tyfus, som ju också är loppburen, men de flesta forskare verkar anse att den bör räknas in i fläckfeber-gruppen.